# Crest Nicholson
Crest Nicholson plc. ist ein britisches Wohnentwicklungsunternehmen, das seinen Sitz in Addlestone, Surrey hat. Unternehmenszweck ist der Bau von Wohnhäusern im Vereinigten Königreich. Das Unternehmen entwickelt und verkauft Wohnungen, Häuser und Gewerbeimmobilien.
Es hat 6 regionale Divisionen: South, South West, Chiltern, Eastern, Midlands und Yorkshire.
Zu den Tochtergesellschaften des Unternehmens gehören u. a. Bath Riverside Estate Management Company Limited, Bath Riverside Liberty Management Company Limited, Brightwells Residential 1 Company Limited, Building 7 Harbourside Management Company Limited und Clevedon Developments Limited.

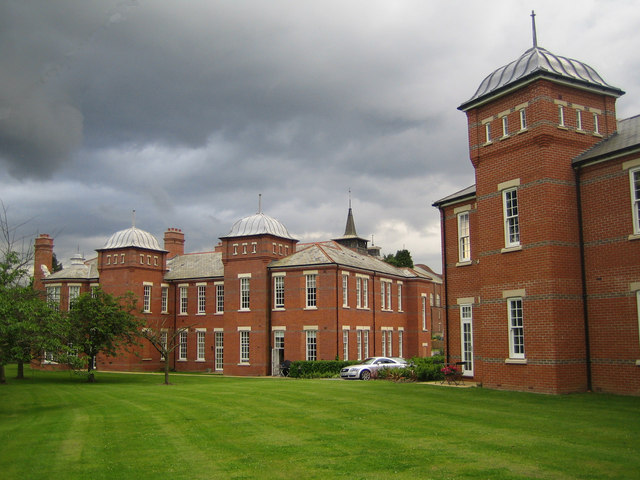
Napsbury Park in London – ein Projekt von Crest Nicholson

Das Unternehmen ist an der Londoner Börse gelistet und Teil des FTSE 250 Index.

## Geschichte
Das Unternehmen wurde 1963 von Bryan Skinner als Crest Homes gegründet und 1968 an der Londoner Börse notiert. Eines der Merkmale, das Crest von den meisten anderen Hausbauern der Zeit unterschied, war, „keine großen Grundstücksbestände zu besitzen“.
Im Jahre 1969 erwarb er das Unternehmen En-Tout-Cas, einer führenden Firma im Tennisplatzbau. Zwei Jahre später wurde das Erdbewegungsunternehmen Tony Pidgley übernommen. 1972 wurde eine neue Holdinggesellschaft, Crest Securities, gegründet. Ende desselben Jahres kaufte Crest die Firema Camper & Nicholsons, ein führender Yachthersteller, was zur Namensänderung in Crest Nicholson führte. Weitere Übernahmen waren in Form von Lamson Engineering (1975), dem Brillenhersteller Crofton (1979) und Greenwood Electronics (1983). Crest kaufte 1985 auch das westenglische Bauunternehmen CH Pearce.
Bryan Skinner ging 1983 aus gesundheitlichen Gründen in den Ruhestand und nach und nach wurde ein Großteil der früheren Strategie rückgängig gemacht. Nicht-Wohnungsbauunternehmen wurden Ende der 1980er Jahre verkauft und im Wohnungsbau begann Crest eine Politik des Erwerbs einer langfristigen Landreserve zu verfolgen.
Im Jahr 2007 wurde das Unternehmen privatisiert, nachdem es ein Angebot in Höhe von 715 Millionen Pfund von einem Konsortium unter der Führung von HBOS und dem schottischen Unternehmer Sir Tom Hunter angenommen hatte. Im Februar 2013 wurde das Unternehmen erneut an der Londoner Börse notiert.
Wegen der niedrigeren Gewinne des Unternehmens legte Crest Nicholson im Januar 2019 ein 400 Millionen Pfund teures Wohnbauprojekt in Hove auf Eis. Aufgrund der nachlassenden Nachfrage während der Covid-19-Pandemie wurde ein Teil der Belegschaft entlassen.